# Le Gentil (Mondkrater)
Le Gentil ist ein Einschlagkrater am südwestlichen Rand der Mondvorderseite, der einen Durchmesser von über 125 Kilometern hat.
Der Krater liegt zwischen den größeren Kratern Bailly im Norden und Drygalski im Süden. 
Er ist stark erodiert und von vielen kleineren Kratern übersät, was auf ein hohes Alter schließen lässt. 
Die Entstehungszeit des Kraters wird der pränektarischen Periode zugerechnet.
Le Gentil hat fünf Nebenkrater:
| Buchstabe | Position           | Durchmesser | Link |
| --------- | ------------------ | ----------- | ---- |
| A         | 74,64° S, 52,8° W  | 35 km       |      |
| B         | 75,46° S, 74,05° W | 16 km       |      |
| C         | 74,35° S, 75,34° W | 19 km       |      |
| D         | 74,6° S, 64,1° W   | 12 km       |      |
| G         | 71,74° S, 59,15° W | 17 km       |      |

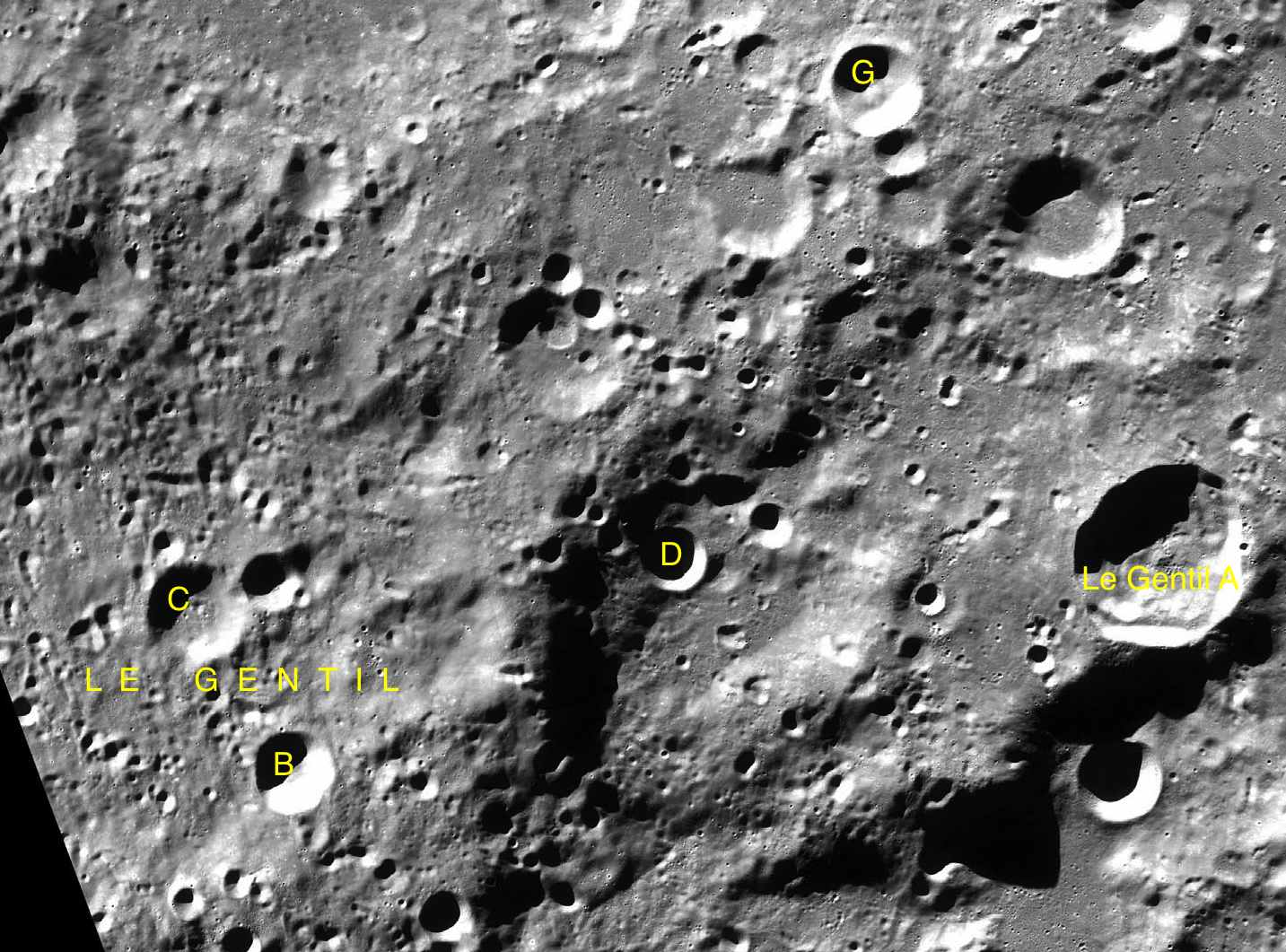
Le Gentil mit seinen Nebenkratern

Der Krater wurde 1935 von der IAU nach dem französischen Astronomen Guillaume Hyazinthe Le Gentil benannt.